# William Hillcourt
William Hillcourt (Aarhus, 6 agosto 1900 – Stoccolma, 9 novembre 1992) è stato un educatore e scrittore danese naturalizzato statunitense.Era conosciuto anche con i soprannomi di Green Bar Bill ("Bill dalla barretta verde", distintivo del caposquadriglia, che apponeva sotto la sua firma) e Scoutmaster to the World ("mastroscout", caporeparto"(I) del mondo).
Nato in Danimarca col nome di Vilhelm Hans Bjerregaard Jensen, si trasferì da giovane negli USA. È stato un influente capo dei Boy Scouts of America durante gran parte del ventesimo secolo e autore del testo ufficiale di questa associazione: Boy Scout Handbook ("Manuale dei boyscout").